# Apicia packardiaria
Apicia packardiaria là một loài bướm đêm trong họ Geometridae.